# Magnetic Hill
Magnetic Hill (que significa montanha magnética) é uma montanha localizada em Ladakh, Índia.